# زسولت بيداك
زسولت بيداك (بالمجرية: Bedák Zsolt)‏ (مواليد 26 سبتمبر 1983) هو ملاكم مجري، مثّل بلاده في الألعاب الأولمبية الصيفية 2004.

## روابط خارجية
زسولت بيداك على موقع بوكس ريك (الإنجليزية) (registration required)
- زسولت بيداك على موقع أوليمبيديا (الإنجليزية)